# 佐藤麻衣
佐藤麻衣（日语：／ Satō Mai，1979年11月13日—），藝名麻衣，出生於日本東京都，日本女藝人，至台灣發展。2000年6月參加華視《超級星期天》Sunday Girls徵選，與千田愛紗一起走紅。

## 婚姻
2014年10月15日，與台塑集團創辦人王永慶長孫、宏仁集團總裁王文洋長子王泉仁在日本結婚，婚後依日本習俗改為夫姓，姓名改為王麻衣，後於2023年離婚，2015年在東京產下一子。

## 演出作品

### 電視劇
| 年份   | 頻道       | 劇名                            | 飾演           |
| 2001年 | 華視       | 《流星雨之美作篇》              | 麻衣           |
| 2005年 | 民視       | 《浪淘沙》                      | 雪子           |
| 2005年 | 八大       | 《惡靈05》                      | 佐藤           |
| 2006年 | 民視       | 《愛》                          | 菜菜子         |
| 2006年 | 三立       | 《住左邊住右邊第3季幸福小套房》 | 納豆的日本朋友 |
| 2007年 | 衛視中文台 | 《驚異傳奇－巫毒娃娃》          | 季嵐           |
| 2011年 | 三立       | 《愛。回來》                    | 森繪里         |
| 2013年 | 民視       | 《美人龍湯》                    | 北野溫子       |

### MV
- XL特大號樂團 《黯然銷魂》

## 主持作品

### 電視節目
| 頻道                                  | 節目                                 | 備註                                 |
| 中視                                  | 《綜藝少女組》                       |                                      |
| 台視                                  | 《少年特攻隊》                       |                                      |
| 台視                                  | 《歡樂一路發之生存巴士》             |                                      |
| 中視                                  | 《綜藝9595995》                      |                                      |
| 中天電視                              | 《康熙來了之康永當家》               | 代班主持                             |
| 年代電視                              | 《2006大相撲台灣巡業特別節目》       |                                      |
| MUCH TV                               | 《2006世足Game一下》                 |                                      |
| 衛視中文台                            | 《喂！是在搞什麼鬼》                 |                                      |
| 華視                                  | 《環遊世界80天之我要玩下去》         |                                      |
| 華視                                  | 《POWER SUNDAY》                     | 代班主持                             |
| JET日本台                             | 《約．會不會》                       |                                      |
| 上海文廣新聞傳媒集團星尚酷（102頻道） | 《東京我最行》                       |                                      |
| 東森綜合台                            | 《美！少女聖典》                     | 因為與蝴蝶姐姐主持，所以自稱螞蟻姐姐 |
| 東森超視                              | 《絕對不單淳!!!》                    | 與田村淳、張善為共同主持             |
| 民視                                  | 《流行新勢力》                       | 與謝忻共同主持                       |
| 國興衛視                              | 《活寶遊台灣》                       | 與兩位日本主持人共同主持             |
| TOKYO MX                              | 《松沢しげふみの日本の標（しるべ）》 | 與日本參議員松澤成文共同主持         |

## 音樂作品

### 專輯
| 年份   | 專輯       | 唱片     | 曲目 |
| ------ | ---------- | -------- | --- |
| 2001年 | 《喜歡你》 | 豐華唱片 | 曲目 1. 喜歡你 2. 努力向上吧 3. Fresh 4. Flower 5. First Love 6. 快樂在一起 7. 丸子三兄弟 8. 好想嫁給他 9. 好久不見 10. Love Machine |

## 出版作品

### 書籍
| 年份   | 書名                            | 出版社   | ISBN               |
| 2005年 | 《ㄅㄆㄇ遊日本》                | 柏室     | ISBN 9789867224194 |
| 2006年 | 《ㄅㄆㄇ遊日本2麻衣的愛情喜劇》 | 科寶     | ISBN 9789866953149 |
| 2011年 | 《無齡教主》                    | 瑞麗美人 | ISBN 9789868719507 |

## 廣告
- 統一企業「統一滿漢大餐紅燒牛肉」(電視、平面、電台廣告)
- 統一企業「統一蔥燒牛肉麵」(電視廣告)
- 統一企業「5度C鮮果食感」(電視、平面、電台廣告)
- 統一超商「御飯糰」(店家平面、電台廣告)
- 愛之味「愛之味健康流糖茶」(電視、平面廣告)
- 豐年豐和企業「豐年果糖」(電視廣告)
- 真口味食品「古道觀月清酒」(電視、平面廣告)
- 有田製菓膠原蛋白飲料(平面廣告)
- 有田製菓寒天健康餅乾(平面廣告)
- 花王「絲逸歡慕絲」(電視、平面廣告)
- 澳斯麗國際「080抗痘美白洗面乳」(電視、平面、電台廣告)
- 澳斯麗國際「080抗痘美白面膜」(電視、平面、電台廣告)
- 澳斯麗國際「080痘痘筆」(電視、平面、電台廣告)
- 麗嬰房2006秋冬裝(平面、電視廣告代言)
- 台灣山葉機車「Jog小玩子100」(平面、電視廣告代言)
- 帕諾服飾(平面廣告)
- 昱嘉科技「英諾華彩色隱形眼鏡」(平面廣告)
- 華歌爾莎薇的好愛現(電視、平面、廣告)2008年秋冬

### 電視
- 2023年TVBS歡樂台、中視主頻、TVBS精采台《未來少女》 少女見證人

## 外部連結
- 佐藤麻衣的Facebook專頁
- 佐藤麻衣的Instagram帳戶
- 佐藤麻衣的X（前Twitter）
- 佐藤麻衣在互联网电影资料库（IMDb）上的資料（英文）